# Không tặc (phim 1997)
Không Tặc (tựa gốc tiếng Anh: Con Air) là một bộ phim hành động – tội phạm Mỹ do hãng Touchstone Pictures sản xuất vào năm 1997, đạo diễn là Simon West. Phim có sự góp mặt của các ngôi sao như Nicolas Cage, John Cusack và John Malkovich. Phim được sản xuất bởi Jerry Bruckheimer, người từng tạo ra các tác phẩm điện ảnh lớn như Crimson Tide và The Rock. Phim mượn tên lóng của Hệ thống Vận chuyển nhập cư lậu và tù nhân Bộ Tư Pháp.
Nhạc nền của phim là bài "How Do I Live" trong đĩa đơn của nữ ca sĩ LeAnn Rimes, người trình bày ca khúc trong phim là ca sĩ Trisha Yearwood. Bộ phim được đề cử hai giải Nhạc phim và Âm thanh xuất sắc nhất tại lễ trao giải Oscar lần thứ 70, nhưng đều mất cả hai giải vào tay phim Titanic.

## Nội dung
Cựu biệt kích Cameron Poe bị kết tội giết người sau khi cố bảo vệ người vợ đang mang bầu của mình khỏi mấy tên say xỉn tấn công họ và anh lãnh án 10 năm trong nhà tù liên bang. Tám năm sau, Poe được thả ra sớm do có hành vi tốt, và anh rất hăm hở muốn gặp con gái mình, Casey, đứa con mà anh chưa từng thấy mặt. Poe được sắp xếp bay về quê nhà Alabama trên chiếc máy bay C-123 "Jailbird". Trên cùng chuyến bay còn có anh bạn da đen bị tiểu đường Mike "Baby-O" O’Dell, Nathan "Diamond Dog" Jones và tên tội phạm siêu thông minh Cyrus "The Virus" Grissom, người sẽ bị chuyển vào nhà tù siêu an ninh. Đặc vụ Duncan Malloy của cơ quan DEA muốn cho cấp dưới của mình, Willie Sims, trà trộn vào đám tù nhân để tìm thêm thông tin về tên trùm ma túy Francisco Cindino trước khi hắn bị tống giam. Vince Larkin, nhân viên của Văn phòng Cảnh sát Hoa Kỳ đồng thời là người theo dõi chuyến bay này, đồng ý cho cấp dưới của Malloy tham gia nhưng không được mang súng lên máy bay.
Chỉ ít phút sau khi cất cánh, Grissom tổ chức một cuộc nổi loạn chống lại lính canh và phi công để chiếm máy bay. Sims bị giết trong lúc ngăn chặn Grissom. Grissom ra lệnh cho phi công tiếp tục bay đến thành phố Carson, Nevada đúng như lịch chuyển giao tù nhân. Tại đó Grissom đã cải trang thành lính canh và bắt lính canh cùng phi công cải trang thành tù nhân để trao cho nhân viên an ninh bên dưới sân bay. Nhờ bão cát đang diễn ra dưới thành phố Carson, các nhân viên an ninh không hề biết về chuyện giả dạng, trong lúc đó Poe giả vờ giúp đỡ Grissom để lén bỏ cuộn băng ghi âm của Sims vào người một trong những lính canh bị buộc cải trang. Trong số những tù nhân được chuyển tiếp có Cindino, người chủ mưu của cuộc trốn chạy này và tên phi công mới là Swamp Thing, ngoài ra còn có tên tội phạm giết người hàng loạt Garland Greene.
Grissom ra lệnh cho tên tù nhân Joe "Pinball" Parker tháo máy định vị và đặt nó lên chiếc máy bay khác. Vài phút trước khi cất cánh, lính canh bên dưới phát hiện ra đầu mối mà Poe để lại, họ thông báo ngay cho Malloy và Larkin. Malloy cùng đội trực thăng lên đường ngay lập tức để theo dấu định vị nhưng lại phát hiện ra đó chỉ là cái bẫy. Trước đó Joe không kịp lên máy bay, xác của hắn bị kẹt vào chân máy bay khi chiếc máy bay cất cánh. Poe bí mật viết một tin nhắn cho Larkin về kế hoạch đến Fresno, California của Grissom trên chiếc áo thun của Joe và đẩy xác hắn ra khỏi máy bay. Larkin sau đó lái chiếc xe thể thao của Malloy và gọi điện huy động lực lượng Vệ binh quốc gia đến sân bay Lerner, sân bay của Không quân bị bỏ hoang ở hoang mạc.
Chiếc "Jailbird" đáp xuống sân bay Lerner nhưng bị hụt chân và cắm đầu vào cát. Không thấy tăm hơi chiếc máy bay của Cindino đâu, Grissom ra lệnh cho đám tù nhân đào chiếc "Jailbird" lên. Trong khi đó, Poe đi tìm kim tiêm cho Mike và gặp được Larkin trong lúc đánh nhau với thuộc hạ của Cindino. Cindino định trốn thoát cùng đồng bọn trên chiếc máy bay riêng của hắn thì bị Larkin chặn lại. Grissom phát hiện ra sự phản bội của Cindino nên đã thiêu sống hắn. Johnny 23 phát hiện ra lực lượng Vệ binh quốc gia đang đến và báo động cho đám tù nhân biết. Grissom cùng đám tù nhân đến tủ khóa dưới thân máy bay để lấy súng trường và súng săn. Grissom lên kế hoạch lùa các binh sĩ vào chỗ chết, nhưng Larkin đã lái chiếc xe ủi đất ra làm lá chắn che chở cho các binh sĩ trong trận phục kích. Grissom và đám tù nhân trở lại máy bay để trốn thoát trước khi Poe, Mike và nữ lính canh Sally Bishop kịp chạy trốn.
Grissom phát hiện ra Poe là kẻ phản bội và chuẩn bị giết anh sau khi bắn Mike. Đội trực thăng của Malloy đã tìm ra chiếc "Jailbird", ông ra lệnh bắn thẳng và làm hư được một động cơ của máy bay. Khi Larkin cho Malloy biết Poe là người đã được ân xá, Malloy chấp nhận ngừng bắn. Phía cảnh sát ra lệnh cho chiếc máy bay hạ cánh tại Sân bay quốc tế McCarran ở Las Vegas nhưng chiếc máy bay đã hết nhiên liệu nên nó đâm sầm xuống đại lộ The Strip.
Vụ hạ cánh khiến đám tù nhân bị thương và gây ra thiệt hại rất lớn dọc con đường The Strip trước khi chiếc máy bay dừng lại tại Khách sạn Sands. Mike và Sally cảm ơn Poe vì đã ở lại với họ. Grissom, Jones và Swamp Thing bỏ chạy trên một chiếc xe cứu hỏa. Larkin và Poe phát hiện ra chúng và đuổi theo bằng xe mô tô cảnh sát, cuối cùng họ đã giết được cả ba tên trong cuộc truy đuổi. Poe gặp được Tricia và Casey khi Larkin dẫn họ đến. Gia đình Poe được đoàn tụ trong niềm vui, sự phấn khởi và nước mắt.
Tất cả tù nhân đều đã bị bắt lại hoặc đã chết trừ Garland Greene, người xuất hiện trong đoạn cuối phim đã chơi bài và uống rượu margarita trong một sòng bài.

## Diễn viên
- Cameron Poe (Nicolas Cage) – Một tù nhân được ân xá và là cựu Biệt kích, bị kết tội giết người khi anh và vợ bị bọn côn đồ tấn công. Anh đang trên đường về đoàn tụ với gia đình, từ San Quentin đến quê nhà Alabama trên chiếc máy bay "Jailbird".
- Vince Larkin (John Cusack) – Đội trưởng cảnh sát thuộc Văn phòng Cảnh sát Hoa Kỳ, người cố gắng lấy lại chiếc "Jailbird" nhờ sự trợ giúp của Poe.
- Cyrus "The Virus" Grissom (John Malkovich) – Nhân vật phản diện, là một tên tội phạm thông minh và xảo quyệt đã thi hành án được 25 năm trong tổng số 39 năm trong hệ thống nhà tù liên bang cho các tội danh cướp bóc, giết người, bắt cóc và tống tiền. Grissom có được bằng Cử nhân và Tiến sĩ Luật khi còn ở trong tù, được biết đến với biệt danh "giết người còn nhiều hơn bệnh ung thư". Hắn là hung thủ của 11 vụ giết tù nhân, 3 lần nổi loạn và 2 lần trốn thoát. Hắn chết vì bị máy dập dập xuống đầu.
- Nathan "Diamond Dog" Jones (Ving Rhames) – Kẻ cầm đầu Hội Báo Đen, bị bắt giữ vì tội ám sát các thành viên Hội Súng trường Quốc gia. Hắn là phó chỉ huy trong cuộc nổi loạn của Grissom. Lúc trong tù, hắn đã viết cuốn sách được ca ngợi rất nhiều có tựa đề "Suy ngẫm trong Mắt Kim Cương" được người đọc xem là "sự kêu gọi trong cộng đồng người Mỹ da đen". Cuối phim, hắn cố chạy trốn cùng Grissom nhưng bị giết khi Poe cho chiếc mô tô cảnh sát tông vào hắn và nổ tung.
- Mike "Baby-O" O'Dell (Mykelti Williamson) – Tù nhân tốt bụng bị bệnh tiểu đường và là bạn của Poe đang chờ để được chuyển tù. Lẽ ra anh sẽ được tiêm liều insulin theo đúng lịch, nhưng kim tiêm của anh bị đập vỡ trong lúc cuộc nổi loạn diễn ra, điều này khiến Poe không thể ra đi bỏ anh lại. Anh bị bắn khi cố bảo vệ Poe, nhưng may mắn là vẫn còn sống sót.
- William "Billy Bedlam" Bedford (Nick Chinlund) – Tên giết người hàng loạt bị 8 tội danh chung thân cho việc sát hại toàn bộ gia đình bạn gái hắn, ngay cả con cún của cô ta khi bắt gặp cô ngoại tình. Hắn cũng bị xếp vào hàng cách ly chung với Grissom, Jones và Greene. Bedford là tù nhân đầu tiên phát hiện ra Poe phản bội, nhưng hắn đã bị Poe giết chết.
- Garland Greene (Steve Buscemi) – Tên sát nhân hàng loạt với giọng nói nhỏ nhẹ, hắn khiến tất cả tù nhân khác phải e dè, chỉ có một mình Grissom kính trọng hắn. Hắn bị giam giữ dưới biện pháp an ninh tối đa, bao gồm cả việc phải mặc bộ đồ quấn chặt người và đeo mặt nạ kiểu Hannibal Lecter. Khi chiếc "Jailbird" đậu tại sân bay Lerner, hắn đã chơi với một bé gái, tuy nhiên hắn không hề làm hại cô bé. Khi chiếc máy bay rơi tại Las Vegas, hắn bí mật trốn thoát sang một sòng bài gần đó. Các cảnh sát cảm thấy khó hiểu khi tìm thấy con búp bê mà hắn để lại.
- Johnny "Johnny 23" Baca (Danny Trejo) – Là một tên hiếp dâm hàng loạt, nguồn gốc biệt danh của hắn là từ số nạn nhân mà hắn đã hãm hiếp được xăm hình trái tim trên tay hắn, mặc dù hắn nói rằng từng hãm hiếp lên đến hàng trăm người. Hắn đã hai lần cố hãm hiếp nữ lính gác Sally Bishop nhưng đều bị Grissom và Poe ngăn cản. Hắn chết trong khi máy bay rơi, cắt lìa cánh tay có hình xăm của hắn.
- Earl "Swamp Thing" Williams (M. C. Gainey) – Cựu chiến binh trong Chiến tranh Việt Nam và là tội phạm buôn ma túy. Hắn là kẻ duy nhất có kinh nghiệm và kỹ năng lái máy bay, được Grissom dùng để thay thế viên phi công của chiếc "Jailbird". Hắn cùng với Grissom cố trốn thoát khỏi hiện trường ở Las Vegas trên một chiếc xe cứu hỏa, nhưng cuối cùng hắn bị văng ra khỏi kính chắn gió và bị chính chiếc xe cứu hỏa cán chết trước khi nó tông vào xe chở tiền trên đường.
- Francisco Cindino (Jesse Borrego) – Là người đã tài trợ cho cuộc trốn thoát của Grissom và cũng là người thừa kế của gia đình trùm ma túy ở Colombia. Khi hành động phản bội của hắn bị phát hiện, Grissom đã quăng mẫu thuốc của Swamp Thing để thiêu sống hắn và làm nổ tung chiếc máy bay riêng của hắn.
- Joe "Pinball" Parker (Dave Chappelle) – Là một con nghiện, là kẻ phóng hỏa và đánh lạc hướng lính gác để giúp Grissom và Jones có cơ hội nổi loạn chiếm máy bay. Hắn cũng được giao nhiệm vụ đem máy định vị đi nơi khác, nhưng hắn không kịp lên lại máy bay và bị giết bởi chân máy bay.
- Ramon "Sally-Can't Dance" Martinez (Renoly Santiago) – Một tên tù nhân đồng tính, sống sót trong vụ rơi máy bay và bị bắt lại khi bước ra khỏi máy bay.
- Duncan Malloy (Colm Meaney) – Một đặc vụ nóng tính của cơ quan DEA, ông không ưa Larkin khi không tìm được tiếng nói chung với anh. Malloy dự tính sẽ bắn nát chiếc máy bay "Jailbird" khi ông nhận được tin về cái chết của đặc vụ Sims. Sau này ông đã làm hòa với Larkin.
- Sally Bishop (Rachel Ticotin) – Nữ lính gác có nhiệm vụ trung chuyển Poe và O’Dell, về sau Poe là người bảo vệ cô khi đám tù nhân chiếm được máy bay.
- Falzon (Steve Eastin) – Đội trưởng đội lính gác trên chuyến bay, ông được Poe cứu và gắn trên người cuộn băng ghi âm để báo động cho nhà chức trách tại thành phố Carson.
- Willie Sims (Jose Zuniga) – Đặc vụ ngầm của DEA trà trộn vào đám tù nhân để tìm thông tin về gia đình buôn ma túy của Cindino. Anh bị Grissom giết khi cuộc nổi loạn diễn ra.
- Tricia Poe (Monica Potter) – Vợ của Poe.
- Casey Poe (Landry Allbright) – Đứa con gái 8 tuổi của Poe, người mà anh được gặp vào cuối phim sau 8 năm nhận án tù.

## Đón nhận
Không tặc nhận được nhiều lời phê bình với 57% tỷ lệ bình chọn trên Rotten Tomatoes với 34 lời phê bình tích cực trong 60 lời phê bình, giúp phim đạt điểm trung bình là 5.7/10. Trong số những trang bình chọn hàng đầu, phim nhận được 86% phê bình tích cực. Roger Ebert trao cho phim ¾ sao và nói rằng "phim rất hay và có nhiều hiệu ứng hình ảnh cùng cảnh quay dí dỏm".
Phim đạt doanh thu 101,117,573 USD tại thị trường Bắc Mỹ và 122,894,661 USD tại các khu vực khác, tổng cộng thu được 224,012,234 USD trên toàn cầu. Phim cũng thắng giải Golden Raspberry Award cho hạng mục "Worst Reckless Disregard for Human Life and Public Property".

## Nhạc phim
Nhạc phim gồm có hai bài là How Do I Live do Diane Warren viết và thu âm và bài Sweet Home Alabama do Lynyrd Skynyrd thu âm.
1. Con Air Theme (1:34)
2. Trisha (1:04)
3. Carson City (3:05)
4. Lear Crash (4:44)
5. Lerner Landing (3:28)
6. Romantic Chaos (1:23)
7. The Takeover (3:52)
8. The Discharge (1:09)
9. Jailbirds (0:59)
10. Cons Check Out Lerner (1:56)
11. Poe Saves Cops (2:25)
12. The Fight (0:23)
13. Battle In The Boneyard (7:41)
14. Poe Meets Larkin (1:16)
15. Bedlam Larkin (0:49)
16. Fire Truck Chase (4:22)
17. Overture (4:19)